# Camille de Polignac (1832-1913)
Pour les autres membres de la famille, voir Famille de Polignac.
Pour les articles homonymes, voir Polignac et Camille de Polignac.
Cet article concerne le général confédéré. Pour l’évêque de Meaux, voir Camille de Polignac.
Camille Armand Jules Marie de Polignac, né le 16 février 1832 à Millemont (Seine-et-Oise) et mort le 15 novembre 1913 à Paris (Seine), est un aristocrate et militaire français qui combattit dans l'armée des États confédérés lors de la guerre de Sécession. Il termina la guerre au grade de major général. Il fut l'un des rares généraux français de cette guerre, parfois surnommé le « La Fayette du Sud »,.

## Biographie

### Jeunesse et carrière
Camille de Polignac est né au château de Millemont en Seine-et-Oise, dans l'une des plus prestigieuses familles de la noblesse française. Sa grand-mère paternelle, Gabrielle de Polignac, l'amie et la confidente de la reine Marie-Antoinette, était une figure de la cour royale avant la Révolution française. Il est le plus jeune fils de Jules, prince de Polignac, un fervent partisan de la monarchie  et premier ministre pendant le règne du roi Charles X. 
Polignac étudie au collège Stanislas dans les années 1840. En 1853, il s'engage dans l'armée française. Il participe à la guerre de Crimée de 1854 à 1855. Il quitte l'armée en 1859 et voyage en Amérique centrale où il étudie la géographie, l'économie politique et la botanique ; il y fait la connaissance d'Alexander Dimitry (en), ambassadeur américain chargé de cette région. Il visite ensuite les États-Unis au début des années 1860.
Dimitry recherche des soutiens pour les États esclavagistes, dont il est un partisan de l'indépendance vis-à-vis de l'Union ; Polignac, par son statut d'officier expérimenté, proche de la cour de Napoléon III, est un personnage qu'il cherche à se concilier, lui donnant des lettres d'introduction pour des Sudistes influents de l'État de Louisiane, son propre État de naissance. Polignac fait donc la connaissance à New York des sénateurs John Slidell et Judah Benjamin, et du major Beauregard ; cet accueil par les milieux sudistes francophones, ainsi que l'absence de connaissance dans les milieux nordistes, le fait basculer moralement dans le camp de la Confédération. Après être reparti pour la France, il propose ses services à Beauregard en 1861 trois semaines avant l'attaque du fort Sumter (bataille qui déclenche la guerre de Sécession), et repart aux États-Unis.

### Guerre de Sécession
Au début de la guerre, Polignac sert dans les états majors des généraux P. G. T. Beauregard et Braxton Bragg avec le grade de lieutenant-colonel. Il participe  à la bataille de Shiloh et au siège de Corinth. En janvier 1863, il est promu brigadier général. Deux mois plus tard, il est transféré dans la région de Trans-Mississippi pour prendre le commandement d'une brigade d'infanterie texane au sein de l'armée de Louisiane occidentale. Polignac est surtout connu pour son commandement lors de la bataille de Mansfield (qui se déroule le 8 avril 1864 à De Soto en Louisiane), une victoire confédérée pendant la première offensive de la campagne de la Rivière Rouge. Polignac reçoit une promotion sur le champ de bataille et prend le commandement de la division après le décès de Jean-Jacques Alfred Mouton.
Il est officiellement élevé au grade de major général le 14 juin 1864. Polignac dirige la division pendant toute la campagne et pendant son service en Arkansas jusqu'à la fin de 1864. Le 17 mars 1865, il laisse le commandement de sa division au brigadier général Allen Thomas lorsqu'il part en mission diplomatique en France. En mars 1865, il est reçu par Napoléon III et réclame de l'aide pour la Confédération mais sa mission est trop tardive pour changer le cours de la guerre. Ses troupes, qui prononçaient difficilement la dernière syllabe de son nom, l'avaient affectueusement surnommé "Prince Polecat" (Prince Putois).

### Après la guerre
Après la guerre de Sécession, Polignac retourne en France, et décrit ses voyages et ses études en Amérique centrale. Il publie de nombreux articles consacrés à ses souvenirs de la guerre de Sécession. Il réintègre l'armée française avec le grade de général de brigade et commande une division lors de la guerre franco-prussienne de 1870. En 1874, il se marie avec Marie Adolphine Langenberger, qui meurt à la naissance de leur fille Armande. Il se marie en secondes noces avec Elizabeth Margaret Knight en 1883. Ils ont deux filles et un garçon. Il continue à étudier les mathématiques et la musique jusqu'à la fin de sa vie. À cette époque, il séjourne souvent au château de Podvin, à Mosnje, village de la commune de Radojvlica, dans l'actuelle Slovénie.
Quand il meurt à Paris, à l'âge de 81 ans, il est le dernier major général confédéré encore en vie. Il est enterré avec la famille de sa première épouse, en Allemagne, au cimetière principal de Francfort.

### Publication
- L'Union américaine après la guerre, 1866, Paris, librairie E. Dentu, un volume in 8°, 48 p.[6]

### Distinction
- Chevalier de la Légion d'honneur (1870)

### Mariages et descendance
Il épouse à Ingelheim (Allemagne) le 4 novembre 1874, Marie Adolphine Langenberger 1853-1876), fille de Frantz Langenberger et Adolphine d’Erlanger.
Il en a une fille :
- princesse Armande de Polignac, compositrice de musique (Paris 16e, 8 janvier 1876 - Neauphle-le-Vieux, 29 avril 1962), mariée en 1895 (famille de Chabannes) avec le comte Jean Alfred Octave de Chabannes La Palice (1871-1933) dont postérité.

Veuf, il se remarie à Londres le 3 mai 1883 avec Margaret Elisabeth Knight of Wolwerley (1864-1940), fille de Charles Alamson Knight of Wolwerley et Jessie Anne Ramsay. Trois autres enfants sont issus de ce mariage :
- princesse Mabel de Polignac (Londres, 29 janvier 1884 - Tamaris-sur-Mer, 28 mars 1973), mariée en 1906 avec Thierry Michel de Pierredon (1883-1955), dont postérité, dont Géraud Michel de Pierredon ;
- princesse Agnès de Polignac (Vienne, 30 juin 1886 - Limpiville, 23 décembre 1978), mariée en 1910 avec Georges Le Compasseur de Créqui Monfort, marquis de Courtivron (1877-1966), dont postérité ;
- prince Victor de Polignac (Londres, 17 juin 1899 - 4 novembre 1998), marié en 1963 avec Elisabeth Walker (1896-1976), sans postérité[7].